# Erkki Savolainen (Boxer)
Erkki Olavi Savolainen (* 21. August 1917 in Helsinki; † 26. Dezember 1993 ebenda) war ein finnischer Boxer.

## Werdegang
Erkki Savolainen nahm an den Olympischen Sommerspielen 1936 in Berlin teil. Im Fliegengewichtsturnier trat er in der ersten Runde gegen den Japaner Chiyoto Nakano an. Zunächst wurde Savolainen zum Sieger ernannt, jedoch revidierten die Kampfrichter nach 15 Minuten die Entscheidung aufgrund eines technischen Fehlers.